# Aebi (entreprise)
Pour les articles homonymes, voir Aebi.
 (mai 2019).
Aebi est une entreprise suisse fabriquant des machines agricoles, de voirie ou de pompiers.

## Histoire
En 1883 à Berthoud, Johann Ulrich Aebi fonde l'entreprise qui porte son nom et qui est alors un atelier fabricant des turbines et des atomiseurs. En 1895, Aebi commence la production d'une réplique de la moissonneuse McCormick.
En 1981, Aebi ouvre une succursale à Kematen en Tyrol ; en 1995, à Genas en France et en 1998, à Richmond (VA, États-Unis).
En 1999 l'entreprise MFH AG, Maschinenfabrik à Hochdorf (Lucerne) est rachetée.
En 2006 : La Holding Aebi est représentée par un groupe conduit par l'entrepreneur Peter Spuhler.

## Produits
Son produits phare est le Terratrac, machine agricole pour la montagne, qui peut être équipé de roues doublées.

## Galerie d'images

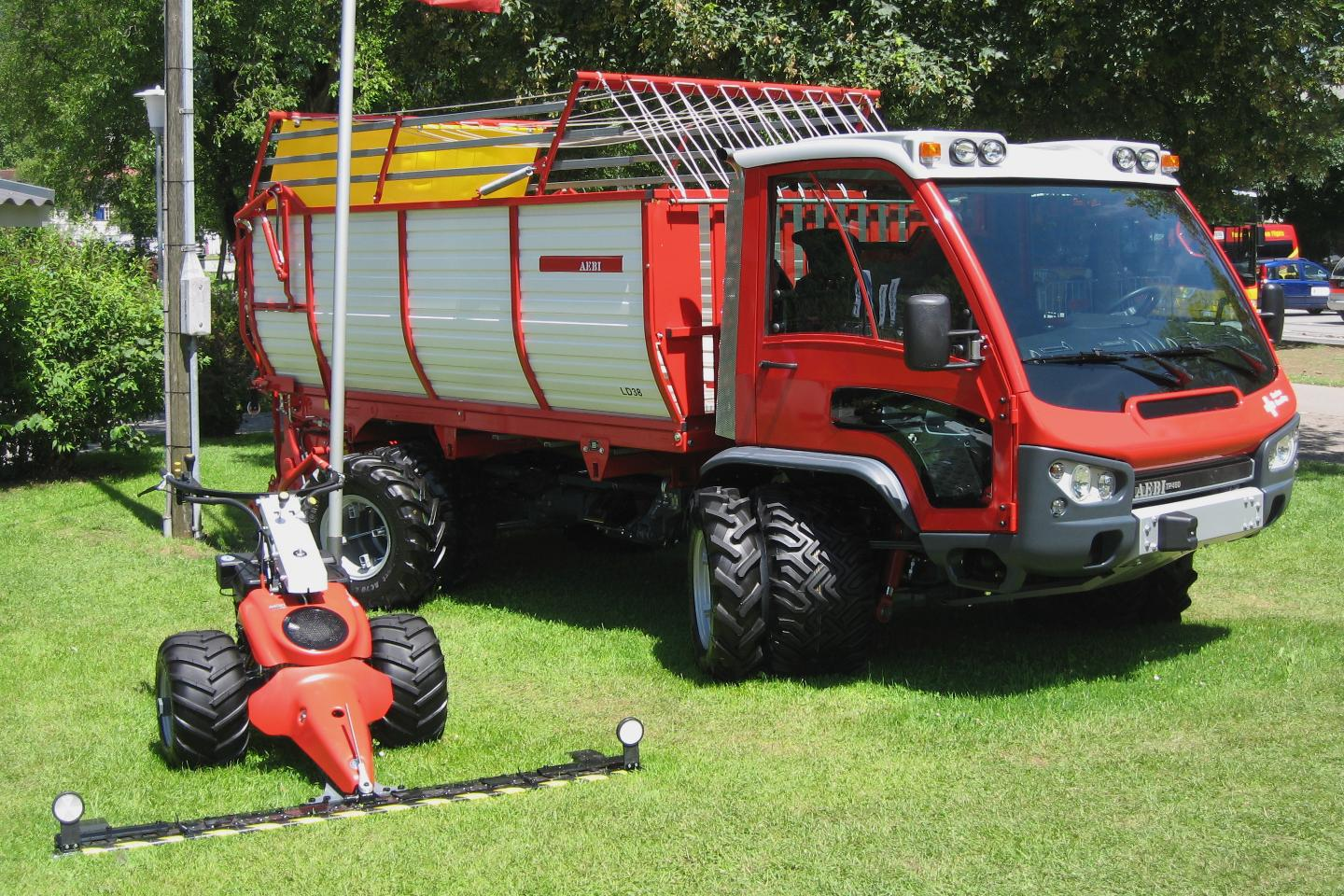
Transporteur agricole, on note les roues doublées spécialement adaptées aux pentes
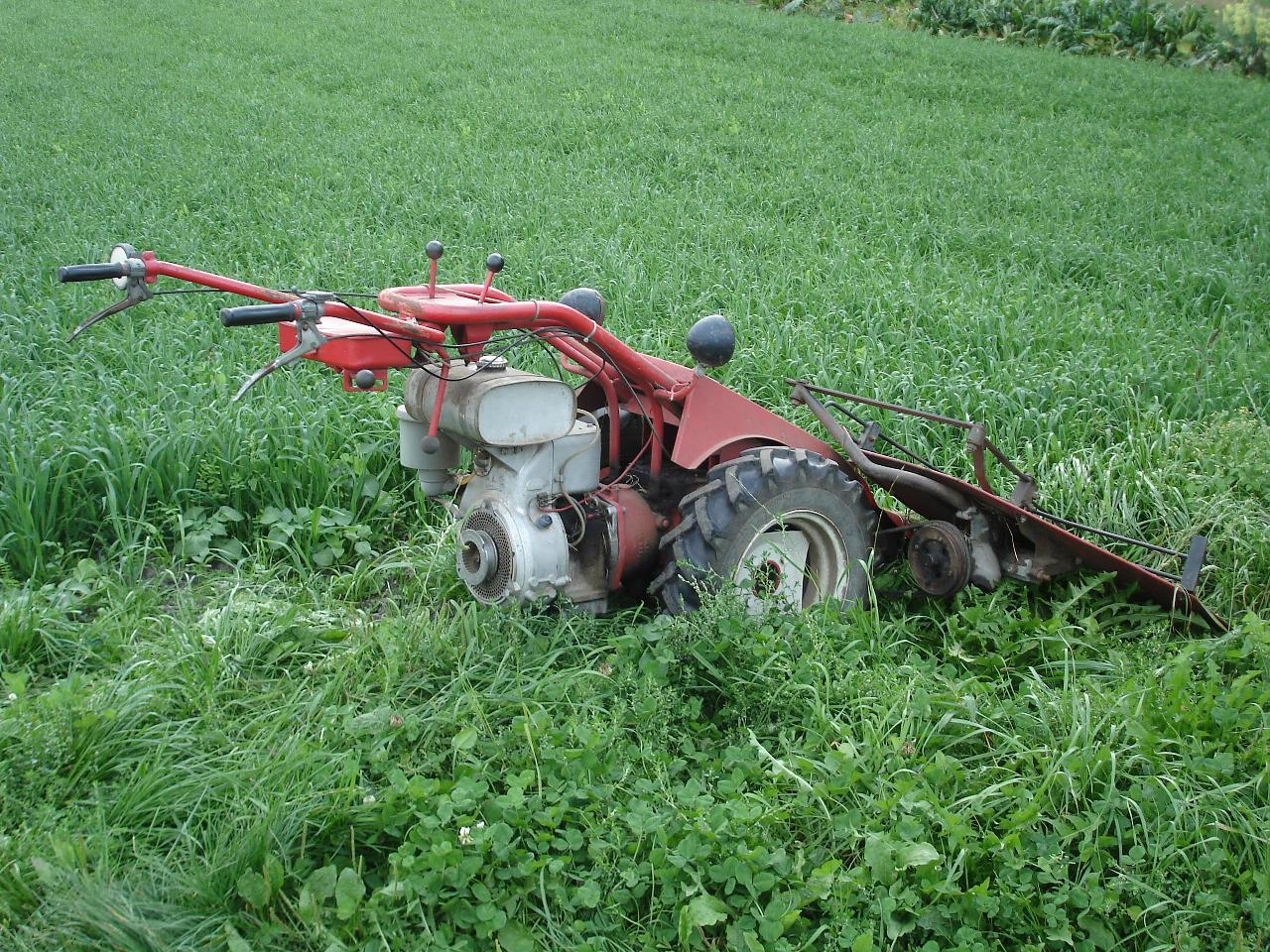
Faucheuse AM 40
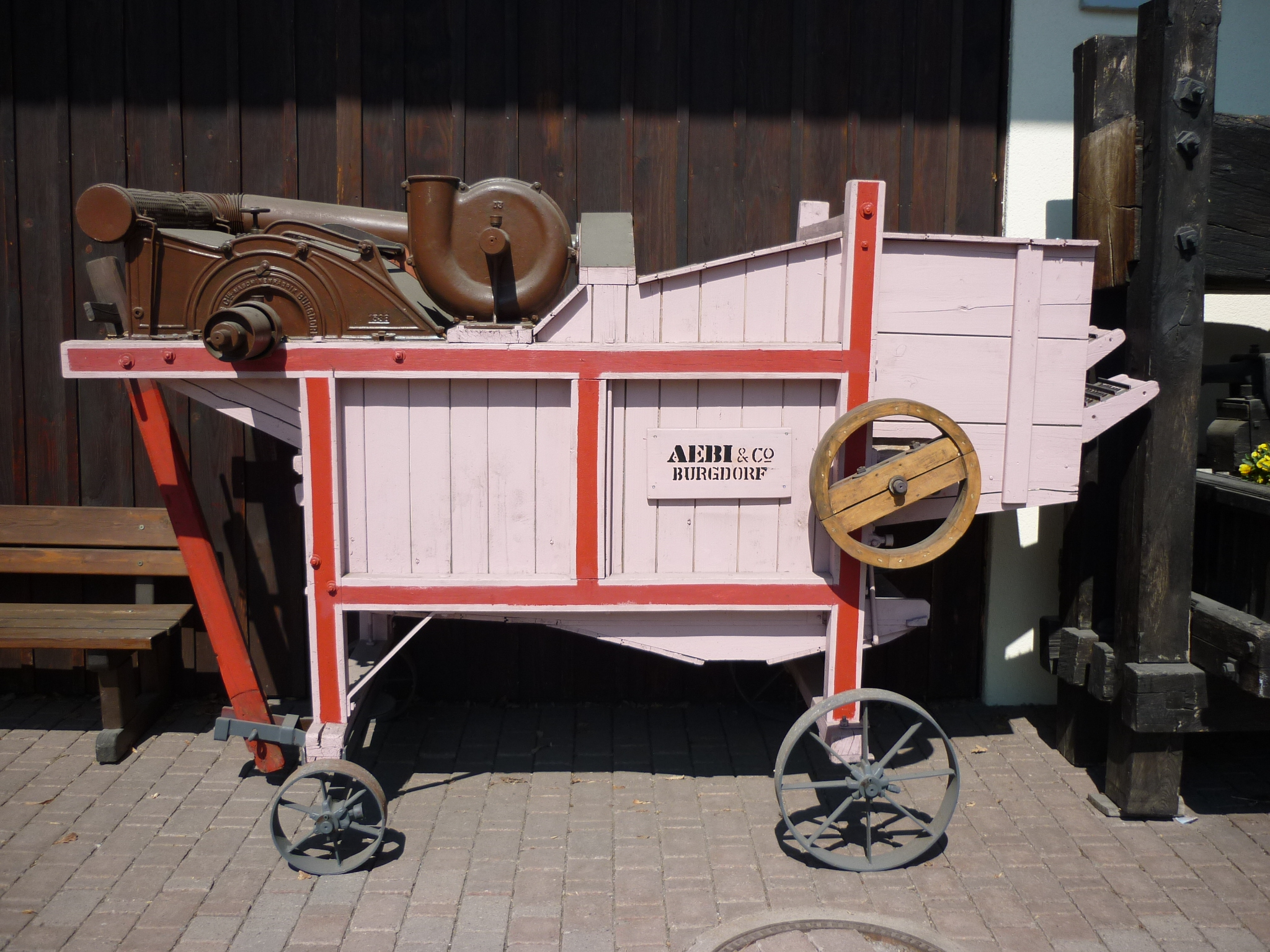
Batteuse Aebi au musée de Merenschwand
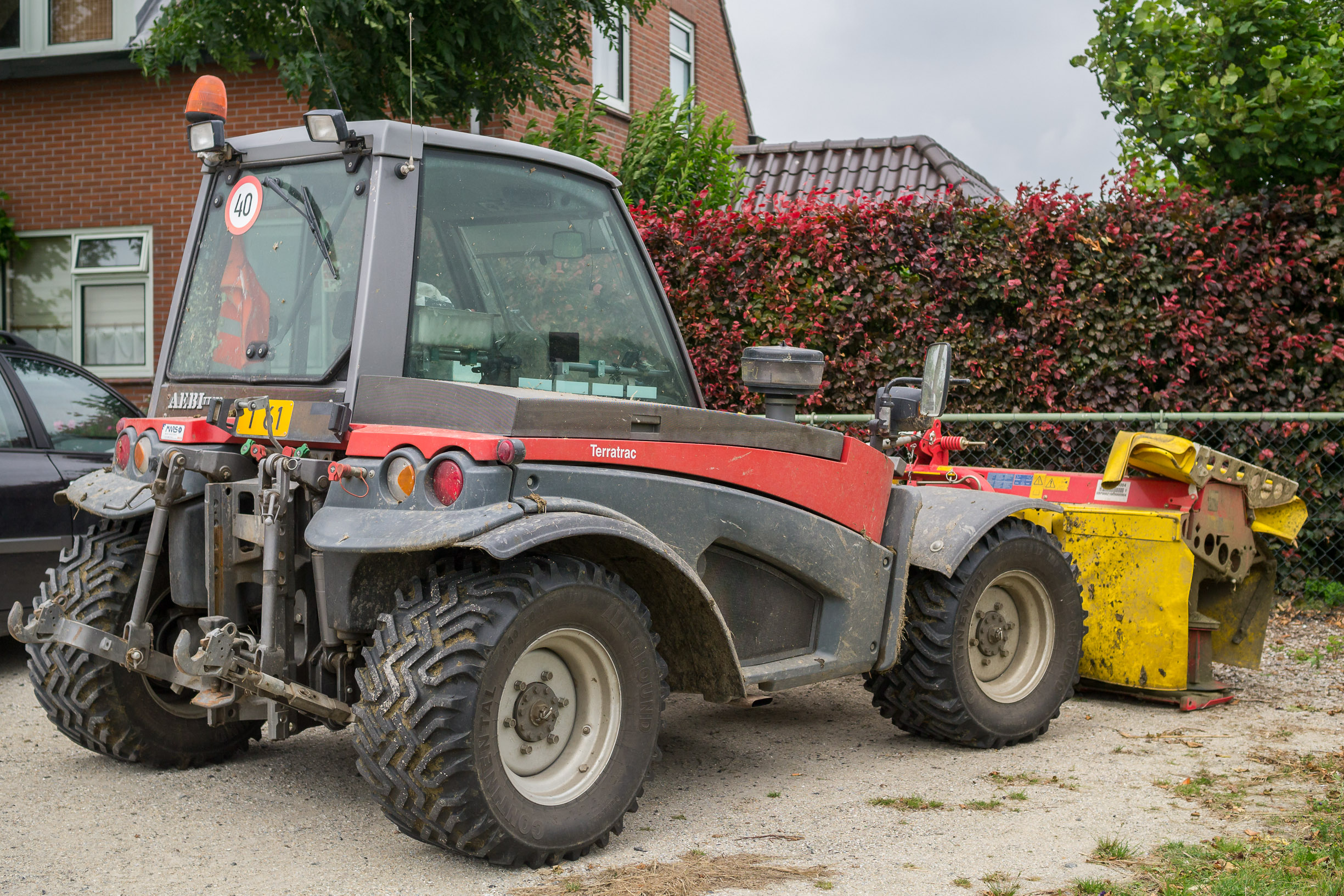
Tracteur agricole Terratrac, produit phare de l'entreprise
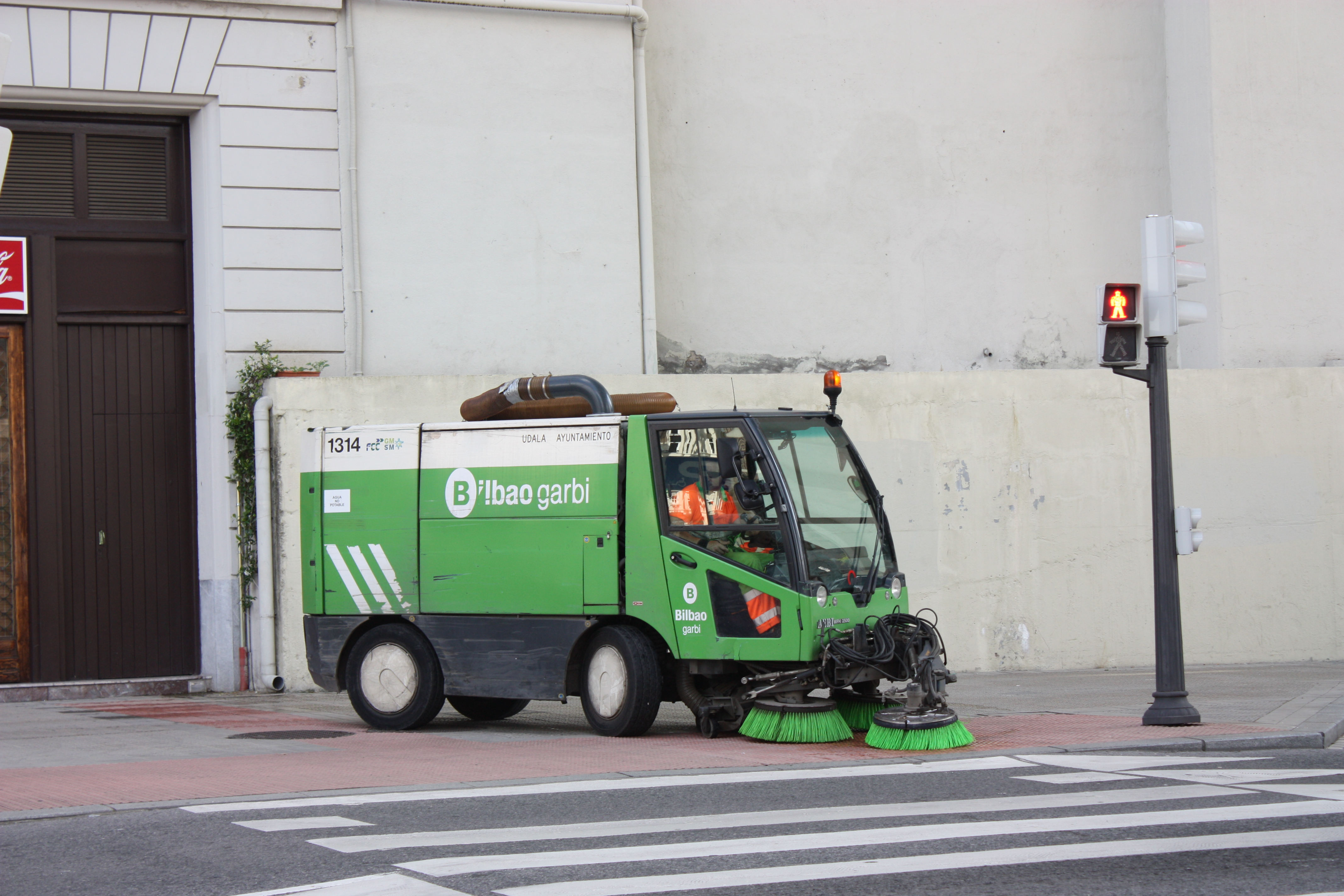
Balayeuse de voirie
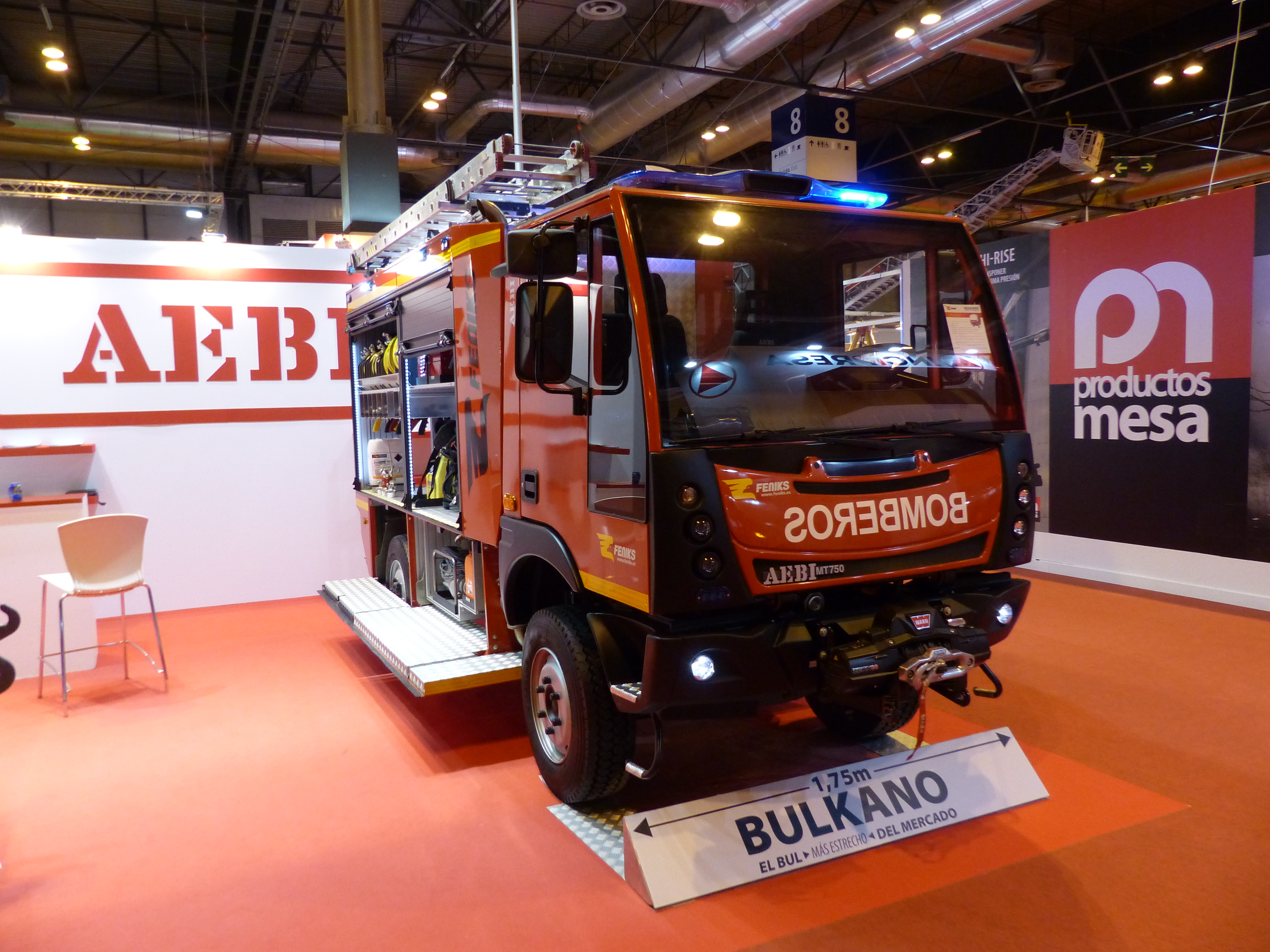
Véhicule de lutte contre l'incendie de la ville de Madrid

## Source de traduction
- (en) Cet article est partiellement ou en totalité issu de l’article de Wikipédia en anglais intitulé « AEBI » (voir la liste des auteurs).